# Мартини, Вивальдо
Вива́льдо Марти́ни (фр. Vivaldo Martini; 1908, Беллинцона — 1990, Женева) — швейцарский художник и учитель рисования.

## Биография
Вивальдо Мартини учился в Академии изобразительных искусств в Болонье и в женевской Высшей школе искусства и дизайна.
Он известен как автор многочисленных портретов мужчин и женщин, знаменитых и не очень.
Параллельно он писал полотна более личного характера в стиле пост-кубизм в темных тонах с находящими друг на друга планами.
Его работы часто напоминают творчество французского художника Луи Тоффоли (фр. Louis Toffoli‎).
Его произведения выставлялись главным образом в Италии, Швейцарии, Германии, а также в Израиле.
Вивальдо Мартини основал свою собственную школу-студию, где обучал будущих художников, таких как Жан-Пьер Колинь и Женевьев Пари (фр. Geneviève Paris‎).

## Творчество
Среди известных картин Вивальдо Мартини:
- Серия из 4 полотен, представляющих собой портреты овальной формы Анны Эйнар-Люллен, Жана-Габриэля Эйнара, Аделаиды Сары Пикте де Рошмон и Шарля Пикте де Рошмон, написанных с портретов XVIII и XIX веков.
- Портрет Жана-Батиста Вийома, вогезского скрипичного мастера. Полотно выставлено во французском музее струнных инструментов и смычков в городе Мирекур (фр. Mirecourt‎).
- «Федра и Ариадна с грифоном в Кносском дворце», 1981 год.